# Horst H. Hild
Horst Hans Hild, född 26 september 1938, är en svensk silversmed.  
Hild studerade vid Werkkunstschule i Düsseldorf 1964–1965 och vid Konstfackskolan i Stockholm med examen 1969. Han har därefter varit verksam som silversmed och formgivare med egen ateljé. Hans arbeten består till största delen av smycken. Hild är representerad vid Röhsska konstslöjdmuseet i Göteborg.